# 박송비
박송비(朴松庇: ?~1278년 2월 20일(음력 1월 27일))는 고려 후기의 장군·재상이다. 본관은 영해다.

## 생애
덕원의 향리 출신으로 본래 최우와 최항을 섬겼다. 
1258년(고종 45년)에 장군으로 대사성 류경, 별장 김준, 임연 등과 함께 최의를 살해해서 최씨정권을 타도하고 정권을 왕에게 돌린 공으로 대장군이 되고 뒤이어 위사공신(衛社功臣)이 되었다.
1259년(고종 46년)에 고향(내향)을 덕원소도호부로 승격시키고 다시 예주목으로 승격시켰다.
1262년(원종 3년)에 공신당을 다시 지을 때 그의 초상화가 벽에 걸렸으며, 그 해 동지추밀원사 우산기상시가 되었다.
1263년(원종 4년)에 수사공 태자소부 좌복야(守司空太子少傅左僕射)가 되었으나 이듬해인 1264년(원종 5년)에는 파직되었다.
1278년(충렬왕 4년)에 참지정사(參知政事)에 이르러 사망했다.

## 박송비가 등장한 작품
- 《무신》(MBC, 2012년~2012년, 배우:김영필)

## 가족 관계
- 아들: 박성대(朴成大)

## 참고자료
- 《고려사》